# Elektroniczna legitymacja studencka

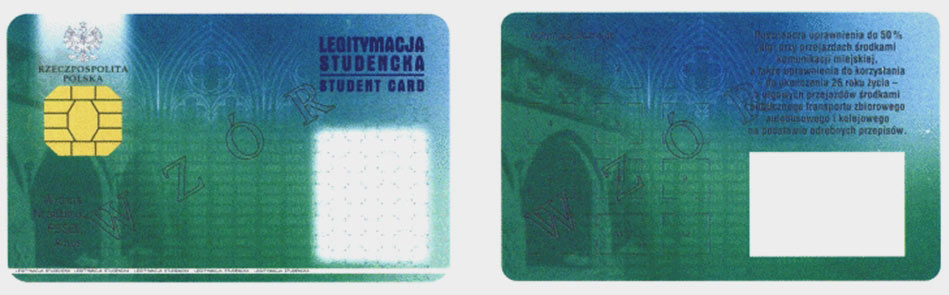
Wzór legitymacji

Elektroniczna legitymacja studencka (ELS) – rodzaj legitymacji. Zastąpiła papierową legitymację studencką.

## Opis
Została wprowadzona przepisami Rozporządzenia Ministra Nauki i Szkolnictwa Wyższego z dnia 2 listopada 2006 w sprawie dokumentacji przebiegu studiów.
Od 2006 r. elektroniczne legitymacje studenckie obowiązywały tylko na kilku polskich uczelniach. Dokument w nowej, elektronicznej wersji, jako pierwsi (od 16.02.2006 r.) otrzymali studenci z Wyższej Szkoły Informatyki i Zarządzania w Rzeszowie, a także studenci z Wyższej Szkoły Europejskiej im. Ks. J. Tischnera w Krakowie oraz Wyższej Szkoły Zarządzania i Administracji w Zamościu – uczelni, których rzeszowska WSIiZ jest współzałożycielem.
Od 2018 r. wzór legitymacji określa Rozporządzenie Ministra Nauki i Szkolnictwa Wyższego z dnia 27 września 2018 r. w sprawie studiów.
Elektroniczna legitymacja studencka ma formę karty z tworzywa sztucznego z wbudowanym procesorem, a jej wzór graficzny jest jednolity dla wszystkich uczelni i został określony w rozporządzeniu. Legitymacja wyposażona jest w chip stykowy oraz może być wyposażona w bezstykowy interfejs Mifare. Według rozporządzenia jest ona dokumentem poświadczającym status studenta.
Elektroniczna legitymacja w niektórych uczelniach pozwala na dostęp do uczelnianego systemu komputerowego i biblioteki. Dzięki niej można sprawdzić plan zajęć, ocenę z egzaminu czy złożyć elektroniczny podpis. Legitymację ELS można wykorzystywać także jako elektroniczną portmonetkę, którą studenci płacą np. za ksero. Posiadając do legitymacji dodatek Smartcard (czyli Elektroniczną Legitymację Studencką z funkcją płatniczą), studenci mogą posługiwać się ELS jak kartą płatniczą. Taka usługa oferowana jest studentom i doktorantom wybranych szkół wyższych, należących do programu Santander Universidades, za który w Polsce odpowiada Bank Zachodni WBK (Santander). Od 2017 roku z takiej funkcji mogą korzystać m.in. rzeszowscy studenci Wyższej Szkoły Informatyki i Zarządzania. Zaawansowane mechanizmy kryptograficzne gwarantują najwyższe bezpieczeństwo dostępu do danych, w tym kodowaną transmisję bezprzewodową. Dzięki technologii DESFire istnieje możliwość rozbudowywania karty o nowe funkcjonalności z zapewnieniem wysokiego poziomu bezpieczeństwa.
Aktualnie legitymacja może zastąpić również kartę miejską. Jako że znaczna część legitymacji wydawanych przez polskie uczelnie wyposażona jest w interfejs bezstykowy Mifare, wiele spółek komunikacji miejskiej (m.in. w Warszawie, Krakowie, Łodzi, Wrocławiu, Poznaniu, Lublinie czy w Łomży) wprowadziło możliwość przystosowania tych dokumentów jako nośników elektronicznych biletów okresowych używanych w tych miastach.
Legitymacja jest dokumentem uprawniającym studenta do ulgowych przejazdów komunikacją miejską oraz – do ukończenia 26. roku życia – do ulgowych przejazdów koleją (-51%) i autobusami na podstawie odrębnych przepisów.
Data ważności ELS jest zapisana w postaci elektronicznej na chipie stykowym oraz zamieszczona na hologramie naklejanym co semestr na rewersie.